# Mau-Suca
Mau-Suca (Mausuka) ist eine osttimoresische Aldeia im Suco Mau-Nuno (Verwaltungsamt Ainaro, Gemeinde Ainaro). 2015 lebten in der Aldeia 272 Menschen.

## Geographie und Einrichtungen
Die Aldeia Mau-Suca liegt im Osten des Sucos Mau-Nuno. Westlich befindet sich die Aldeia Aileu. Im Osten grenzt Mau-Suca an den Suco Mau-Ulo und im Süden an den Suco Cassa. Der Sarai, ein Nebenfluss des Belulik, folgt der Grenze im Norden und Osten. Einen Teil der Grenze im Westen bildet ein Zufluss des Molas.
Der Ort Mau-Suca wurde in der indonesischen Besatzungszeit aufgelöst und die Bewohner an der Stelle des heutigen Hauptortes Mau-Nuno umgesiedelt, wo auch die anderen Bewohner des Sucos hinkamen. Das Dorf Mau-Nuno erstreckt sich über alle drei Aldeias des Sucos in dessen Norden. Auf dem Gebiet von Mau-Suca steht der Sitz des Sucos und das Hospital. Eine Straße führt von hier in den Süden der Aldeia, wo es kaum noch weitere Besiedlung gibt.